# Stora Fjärdkläppen
Stora Fjärdkläppen är ett skär i Åland (Finland). Det ligger i Skärgårdshavet och i kommunen Sottunga i landskapet Åland, i den sydvästra delen av landet. Ön ligger omkring 47 kilometer öster om Mariehamn och omkring 230 kilometer väster om Helsingfors.
Öns area är 1,5 hektar och dess största längd är 180 meter i nord-sydlig riktning. Trakten är glest befolkad. Närmaste större samhälle är Kökar, 16,6 km söder om Stora Fjärdkläppen.